# Leo-Cedarville, Indiana
Leo-Cedarville är en stad i Allen County i Indiana. Staden bildades 1996 efter en sammanslagning av byarna Cedarville, grundad 1838, och Leo, grundad 1849. Vid 2010 års folkräkning hade Leo-Cedarville 3 603 invånare.